# Кикль, Герберт
Герберт Кикль (нем. Herbert Kickl; род. 19 октября 1968, Филлах, Каринтия) — австрийский политик, председатель партии АПС с 7 июня 2021 года. С 18 декабря 2017 года по 22 мая 2019 года федеральный министр внутренних дел. Член Австрийского национального совета. С 27 мая 2019 года председатель управляющего клуба парламентской группы АПС.
Кикль приобрел известность как руководитель предвыборной кампании АПС и спичрайтер Йорга Хайдера в 2000-х годах. После раскола партии в 2005 году он стал генеральным секретарем и одним из её ключевых лидеров. В 2017 году он был назначен федеральным министром внутренних дел в первом правительстве Курца. Он был уволен с должности в мае 2019 года после дела на Ибице, хотя лично он не был замешан в этом деле. Он вернулся в Национальный совет, где с 2019 года возглавляет фракцию АПС.

## Биография
Герберт Кикль вырос в рабочей семье и посещал начальную школу Радентайна. После окончания Федеральной гимназии Шпитталь-ан-дер-Драу, которую он посещал вместе с бывшим федеральным представителем зеленых Евой Главишниг-Пиешек, проходил военную службу в горных войсках добровольцем с 1987 по 1988 год. В 1988 году начал изучать журналистику и политологию в Венском университете, с 1989 года — философию и историю. Оба курса он не завершил. В период с 1995 по 2001 год работал в партийной академии, пока в 2001 году его не повысили до заместителя генерального директора, а затем генерального директора академии. Он составлял речи Йорга Хайдера и отвечал за предвыборные лозунги АПС. После разрыва Альянса за будущее Австрии с АПС Кикль стал одним из самых резких критиков Хайдера.
В декабре 2017 года был назначен министром внутренних дел в правительстве Себастьяна Курца.
20 мая 2019 года в контексте скандала на Ибице, который привел к отставке вице-канцлера Хайнца-Кристиана Штрахе и назначению досрочных парламентских выборов, его увольнение с должности министра внутренних дел привело к отставке всех членов АПС в правительстве.
В качестве заместителя лидера АПС он организовывал демонстрации против правительства Курца и его управления кризисом в области здравоохранения (демонстративно не носил маску, находясь в парламенте). Как и АПС в целом, считал меры защиты от короновируса, принятые австрийским правительством, как «ограничения свободы». В мае 2022 года заявил в интервью, что результаты двух лет пандемии доказывают, что «ругающиеся» критики правы.
Он принял на себя руководство партией в июне 2021 года после отставки своего соперника Норберта Хофера после нескольких месяцев внутрипартийной напряженности (был единственным кандидатом, подавшим заявку на пост главы партии).
В начале 2023 года запустил широкую плакатную кампанию с лозунгом «Крепость Австрия — закрытые границы — гарантия безопасности».

## Политические взгляды
Позиционирует себя как противник левых политических сил. В октябре 2016 года выступил в качестве приглашенного докладчика на ультраправом конгрессе «Защитники Европы». При формировании правительства с АНП в 2017 году он заявил, что занимается политикой для того, чтобы «сделать общество более справедливым, а общество справедливо, когда вы можете содержать свою семью за счет трудоустройства и жить независимо, без „социальной зависимости“». В начале 2023 года Кикль запустил широкую плакатную кампанию с лозунгами «Крепость Австрия — закрытые границы — гарантия безопасности».
Как и большинство членов его партии, решительно выступает против иммиграции и того, что он называет «злоупотреблением системой предоставления убежища». Считает, что исламу нет места в Европе и что интеграция мусульманских иммигрантов не может «решить проблему исламских контркультур». Скорее, иммиграция должна быть строго ограничена. Будучи министром внутренних дел, выступал за быструю депортацию беженцев, совершивших преступления. Он также предложил Австрии выйти из соглашений по правам человека, если они «мешают нам делать то, что необходимо», выразив свою уверенность в том, что «закон должен следовать политике, а не политика должна следовать закону». Он заявил, что цель его политики в отношении беженцев заключалась в том, чтобы сделать практически невозможным подать заявление о предоставлении убежища в Австрии.

### Взгляды на внешнюю политику
Противник конфронтации с Россией, отвергает критику авторитарной политики российского президента и слухи о вмешательстве России во внутренние дела европейских стран, заявляя, что нужен дифференцированный подход для того, чтобы найти общий путь между Россией и Европой. После нападения России на Украину в 2022 году Кикль в мае 2022 года выступил против нефтяного эмбарго и поставок тяжелого вооружения в Украину со стороны Запада. После того, как федеральный президент Австрии Александр Ван дер Беллен во время визита в Киев в начале 2023 года назвал этот конфликт «колониальной войной» России, Кикль назвал его слова «государственной угрозой», заявив, что дер Беллен подвергает риску нейтралитет Австрии. В марте 2023 года, перед трансляцией в парламенте речи президента Украины Владимира Зеленского, в которой тот поблагодарил Австрию за предоставленную помощь, Кикль обвинил другие партийные фракции в том, что они «перешли к опасной и недифференцированной риторике окончательной победы». Призывает к отмене санкций против России.

## Личная жизнь
Постоянно живёт в Пуркерсдорфе. Женат, имеет сына. Предпочитает экстремальные виды спорта, принимал участие в международных соревнованиях по триатлону.